# Prinzmetalangina
Prinzmetalangina eller variantangina är ett slags kärlkramp med dokumenterad spasm i koronarkärlen. Liksom med andra fall av kärlkramp orsakar Printzmetalangina övergående bröstsmärtor, detta till följd av spasmerna.
Symtomen vid Prinzmetalangina skiljer sig något från andra varianter av kärlkramp. Vid Prinzmetalangina uppkommer bröstsmärtorna vanligen nattetid, annars normalt sett vid vila eller på morgonen. Det är inte ovanligt med arytmier, vita fingrar, och migrän.
De drabbade är ibland yngre kvinnor vilka normalt sett inte tillhör riskgruppen för att drabbas av hjärt- och kärlsjukdomar. Majoriteten av alla med Prinzmetalangina är eller har varit rökare. Det förekommer att personer med denna kärlkramp också lider av giftstruma. Spasmerna tycks bero på att den glatta muskulaturen av någon orsak blivit överaktiv, och ibland kan magnesiumbrist, låggradig inflammation, kokain, alkohol och ett överaktivt autonomt nervsystem vara orsaken.